# Cyborg Soldier
Cyborg Soldier (br: Cyborg - A Arma Definitiva) é um filme estadunidense , do ano de 2008, dos gêneros ficção científica e ação, dirigido por John Stead.

## Enredo
I.S.A.A.C. (Intuitive Synthetic Autonomous Assault Commando) é um cyborg, protótipo da perfeita maquina assassina, desenvolvido secretamente por uma agência do governo. Após fugir do laboratório ele se alia a heroina da trama para tentar expor o programa e parar com o desenvolvimento de mais destas armas.

## Elenco
- Aaron Abrams.......Dr. Tyler Voller
- Wendy Anderson.......Janice Fraser
- Jim Annan.......Matt Larkin
- Patrick Chilvers.......Dunn
- Brian Frank.......Taggart
- Rich Franklin.......Isaac
- Bruce Greenwood.......Simon Hart
- Kyra Harper.......Delores
- Addison Holley.......Katie
- Steve Lucescu.......Comando #1
- Simon Northwood.......Comando
- Kevin Rushton.......Beck
- Tiffani Thiessen.......Lindsey Reardon
- Fraser Young.......Darryl